# Ordery i odznaczenia (Azja)
Lista orderów i odznaczeń krajów azjatyckich.

## Abchazja
- Order Bohatera Abchazji
- Order Leona
- Order Honoru i Sławy

## Abu Zabi
- Order Al Nahayyan

## Afganistan
Emirat/Królestwo Afganistanu (1747/1926–1973)
- Order Duranów Nishan-i-Durrani
- Order Słońca (Afganistan) Nishan-i-Almar (Elmer)
- Order Niepodległości (Afganistan) Nishan-i-Istiqlal (Esteklal)
- Order Przywódcy Nishan-i-Sardari (Sardar-i-A'ala, Sardar-i-Ali))
- Order Gwiazdy (Afganistan) Nishan-i-Astour (Stor)
- Order Wierności (Afganistan) Nishan-i-Wafa
- Order  Waleczności (Afganistan) Nishan-i-Shuja'at (Skodżat)
- Order Patriotyzmu Nishan-i-Gairat
- Order Esata Nishan-i-Izzat (Esat)
- Order Pracowitości Wielkiej Nishan-i-Husn-i-Kidmat
- Order Pracowitości Nishan-i-Kidmat
- Order Dobroczynności (Afganistan) Nishan-i-Sadakal
- Order Czynów Nishan-i-Hurmat (Hadżat)
- Order Wiedzy Nishan-i-Maarif

I Republika Afganistanu (1973–1978)
Demokratyczna Republika Afganistanu (1978–1987)
- Order Bohatera Afganistanu
- Order Sławy
- Order Słońca Wolności
- Order Czerwonego Sztandaru
- Order Gwiazdy
- Order Pracy
- Order Edukacji
- Order Muhammada Tarzi
- Order Achmeda Szacha

II Republika Afganistanu (1987–1992)
I Islamska Republika Afganistanu (1992–1996)
Islamski Emirat Afganistanu (1996-2001)
II Islamska Republika Afganistanu (od 2001)

## Annam
- Order Smoka Annamu
- Order Wojskowy Cesarza Bảo Đại

## Arabia Saudyjska
- nie posiada orderów, lecz następujące medale:
- Medal Króla Abdula Aziza
- Medal Honoru
- Medal za Służbę Wojskową

## Armenia
- Order Ojczyzny (Armenia)
- Order Honoru (Armenia)
- Order Krzyża Walki
- Order Tigranesa Wielkiego
- Order Wardana Mamikoniana
- Order św. Mesropa Masztoca

### Górski Karabach
- Order Złotego Orła
- Order Krzyża Wojennego
- Order św. Grzegorza Łusaworicza
- Order św. Mesropa Masztoca

## Azerbejdżan
- Order Sił Zbrojnych

## Bahrajn
- Order Kalifa
- Order Khalifiyyeh
- Order Al-Fetah

## Bangladesz
- Order Zasługi Wojskowej

## Bhutan
- Order „Drak Jong Thusay”
- Order Królewski
- Złoty Medal

## Brunei
- Order Domowy Korony Brunei
- Order Domowy Laila Utama
- Order Domowy Seri Utama
- Order Religijny Islamski Państwa Brunei
- Order Lojalności
- Order Odwagi
- Order Bohatera Brunei
- Order Gwiazdy Brunei
- Order Zasługi
- Order Perwira Negara

## Birma
- Monarchia
- Order Słońca Złotego
- Kolonia brytyjska
- Order Birmy – The Order of Burma
- Republika
- Order Gwiazdy Rewolucji
- Order Słońca Aung Sana
- Order Thingaha
- Order Jedności

## Chiny
- Monarchia do 1912
- Order Smoka
- Order Tronu Cesarskiego
- Order Niebieskiego Smoka
- Order Podwójnego Smoka
- Order Gwiazdy Smoka
- Order Zasługi
- Order Kwitnącego Kłosa Ryżu
- Order Pawiego Pióra
- Niebieskie Pióro

- Mandżuria, (Cesarstwo Mandżukuo, 1934–1945)
- Order Podwójnego Smoka
- Order Pawiego Pióra
- Order Tronu Cesarskiego
- Order Czerwonego Smoka
- Order Niebieskiego Smoka
- Order Czarnego Smoka
- Order Żółtego Smoka
- Order Orchidei
- Order Promienia Smoka
- Order Filarów Państwa
- Republika do 1949
- Order Sun Jat-sena

Republika Chińska (Tajwan)
- Order Sun Jat-sena
- Order Czang Kaj-szeka
- Order Przyjaznych Chmur
- Order Błyszczącej Gwiazdy
- Order Wojskowy Chwały Narodowej
- Order Wojskowy Niebieskiego Nieba i Białego Słońca
- Order Wojskowy Lojalności i Dzielności
- Order Wspaniałej Chorągwi

Chińska Republika Ludowa
- Order 1 sierpnia
- Order Niepodległości i Wolności
- Order Wyzwolenia (ChRL)
- Order Pracy (ChRL)
- Order Przyjaźni Chińsko-Radzieckiej

## Filipiny
Odznaczenia państwowe wg kolejności starszeństwa
- Krzyż Służby Quezona
- Order Lakanduli
- Order Sikatuny
- Legia Honorowa
- Order Gabrieli Silang
- Medal Honoru
- Bayani ng Bagong Republica (†)
- Order Serca Zasmuconego (†)
- Order Artystów Narodowych
- Order Naukowców Narodowych
- Gawad sa Manlilikha ng Bayan
- Order Kalantiao (†)
- Gawad Mabini (†)
- Nagroda Rizala Pro Patria (†)
- Order Serca Złotego
- Palmy Akademickie Rizala (†)
- Medal Nauczyciela Mabini (†)
- Prezydencki Medal Zasługi

(†) – odznaczenia zniesione w 2003

## Hongkong
- Wielki Medal Bauhinii – Grand Bauhinia Medal

## Indie

### Ordery i odznaczenia federalne
- Order Bharat Ratna
- Order Param Vir Chakra
- Order Ashoka Chakra
- Order Padma Vibhushan
- Order Padma Bhushan
- Order Maha Vir Chakra
- Order Kirti Chakra
- Order Padma Shri

### Ordery i odznaczenia stanowe

#### Karnataka
- Karnataka Ratna

#### Maharashtra
- Maharashtra Bhushan

## Indonezja
- Ordery i najważniejsze medale:
- Adipurna
- Mahaputera
- Sakti
- Dharma
- Gerilya
- Jasa
- Budaya
- Yudha
- Kartika
- Jalasena
- Swa Bhuwana
- Bhayangkara

## Irak
- Monarchia do 1958
- Order Haszymitów – Wisam al-Hashimi
- Order Króla Fajsala I
- Order Dwóch Rzek – Wisam al-Rafidain

- Republika
- Order Republiki – Wisam al-Jamhuriya
- Order Dwóch Rzek – Wisam al-Rafidain
- Order Rewolucji – Wisam al-Thurath
- Order Pracy – Wisam al-'Amal

## Iran(Persja)
Monarchia do 1978
- Order Słońca
- Order Aghdas
- Order Arjamehr
- Order Czerwonego Lwa i Słońca
- Order Korony
- Order Lwa i Słońca
- Order Pahlawiego
- Order Plejad
- Order Portretu Władcy
- Order Sepaha
- Order Zasługi Wojskowej
- Order Zulfaghara
- Medal 2500-lecia Imperium Perskiego
- Medal Koronacyjny Mohammada Rezy Pahlawiego

Islamska Republika Iranu 
- Order Islamskiej Republiki Iranu
- Order Niepodległości
- Medal Zulfaghara
- Medal Zwycięstwa

## Izrael
Izrael nie posiada orderów, lecz wyłącznie medale, z których najważniejsze to:
- Medal za Odwagę
- Medal za Dzielność
- Medal za Wybitną Służbę

## Japonia
- Order Najwyższy Chryzantemy
- Order Kwiatów Paulowni
- Order Wschodzącego Słońca
- Order Złotej Kani
- Order Drogocennej Korony
- Order Świętego Skarbu
- Order Kultury

## Jemen
- Monarchia (Jemen Północny, do 1962)
- Królewski Order Zasługi
- Order Korony Jemenu Hamida Ed-Dina
- Order Ma'arib
- Republika Arabska (1968–1990)
- Order Ma'arib
- Order Republiki
- Order Sab'aa
- Order Miłosierdzia
- Republika Ludowa (Jemen Południowy, 1967–1990)
- Order 14 Października
- Order 30 Listopada
- Order 22 Czerwca
- Order Ziemi
- Zjednoczona Republika Jemenu (od 1990)
- Order Republiki
- Order 22 Maja
- Order Zasługi

## Jordania
- Order al-Husajna ibn-Ali
- Wstęga al-Husajna ibn-Ali
- Order Gwiazdy Haszymitów
- Order Odrodzenia
- Order Gwiazdy Jordanii
- Order Niepodległości
- Order Zasługi Wojskowej

## Kambodża
- I Monarchia
- Order Królewski Kambodży
- Order Sowartha’y (lub Order Kambodżański Zasługi Rolniczej)
- Order Moniseraphon’a (lub Order Królewski Zasługi Historycznej Literackiej i Naukowej)
- Order Sahametrei
- Order Królowej
- Order Pracy
- I Republika
- Order Moniseraphon’a
- Order Preah Vesandar
- Order Lojalności
- Order Sahametrei
- Republika Ludowa
- Medal Socjalistycznej Wspólnoty Ludu
- II Monarchia
- Królewski Order Sahamatrei
- Order Królewskiej Krucjaty o Niepodległość
- Order Zasługi dla Przemysłu

## Katar
- Wielki Łańcuch Niepodległości
- Wielki Łańcuch Zasługi
- Order Zasługi Cywilnej
- Order Dzielności

## Kazachstan
- Order Złotego Orła – Altyn Kiran
- Order Bohatera Narodu – Chalik Kacharmani
- Order Ojczyzny – Otan
- Order Chwały – Dank
- Order Dzielności – Aibyn
- Order „Szlachetność” – Parasat
- Order „Przyjaźń” – Dostyk
- Order Honoru – Kurmet

## Korea
- Monarchia do 1908
- Order Świecącej Gwiazdy
- Order Kwiatu Śliwy
- Order Sztandaru
- Order Czerwonego Sokoła

- Koreańska Republika Ludowo-Demokratyczna
- Order Kim Ir Sena
- Gwiazda Bohatera Republiki
- Order Flagi Narodowej
- Order Wolności i Niepodległości
- Order Admirała Li sun-Sina

- Republika Korei
- Order Wybitnej Służby Dyplomatycznej

## Kuwejt
- Łańcuch Mubaraka Wielkiego
- Order Kuwejtu
- Order Obrony Narodowej
- Order Zasługi Wojskowej

## Kirgistan
- Order Bohatera Republiki Kirgistanu – Ak Szumkar
- Medal „Danaker”

## Laos
- Monarchia do 1975
- Order Miliona Słoni i Białego Parasola
- Order Korony Laosu
- Order Zasługi Cywilnej
- Order Zasługi dla Kobiet
- Republika Ludowa
- Order Zwycięstwa
- Order Wolności
- Order Zasługi
- Order za Walkę z Francją
- Order za Walkę z USA
- Order Pięciolecia Laotańskiej Republiki Ludowej
- Republika
- Order Phoxay Lane Xang

## Liban
- Order Zasługi
- Order Cedru

## Malediwy
- Order Ghazi
- Order Izuddina
- Order Sahida Alego
- Order Ibrahima
- Order Majeedhee
- Order Askari
- Order Wybitnego Przywódcy

## Malezja
- Ordery ogólnopaństwowe
- Order Korony Państwa – Darjah Utama Sri Makhota Negara
- Order Obrońcy Państwa – Darjah Yang Mulia Pankkuan Negara
- Order Korony Malezji – Darjah Yang Mulia Setia Mahkota Malaysia
- Order Jasa Negara – Darjah Yang Mulia Jasa Negara
- Order Setia di Raja – Darjah Yang Mulia di-Hormati Setia di-Raja
- Order za Służbę Wojskową – Darjah Kepalahwanan Angkatan Tentera
- Order Zasługi (Malezja) – Darjah Bakti

- Państwa związkowe

- Johor
- Order Domowy Kerabat – Darjah Kerabat Yang Amat di-Hormati
- Order Korony – Darjah Makhota Johor Yang Amat Mulia
- Order Sułtana Izmaila – Darjah Setia Sultan Ismail Johor Yang Amat di-Berkati

- Kedah
- Order Zasługi

- Kelantan
- Order Domowy – Al Yanussi
- Order Korony – Al Mohammadi
- Order Al Ismaili
- Order Dzielności – Pahlawan Yang Amat Gagah Perkasa
- Negeri Sembilan

- Pahang
- Królewski Order Domowy Pahangu – Darjah  Yang Maha Mulia Utama Kerabat di-Raja Pahang
- Order Korony Indry Pahangu – Darjah Kerabat Sri Indra Mahkota Pahang Yang Amat di-Hormati
- Order Sułtana Achmeda Szacha – Darjah Kebesaran Sri Sultan Ahmad Shah Pahang Yat Amat Mulia
- Order Korony Pahangu – Darjah Kebesaran Mahkota Pahang Yang di-Hormati

- Perak
- Order Domowy Sułtana Azlana Szacha – Darjah Kerabat di-Sultan Azlan Raja Yang Amat di-Hormati
- Order Miecza – Darja Kebesaran Negeri Perak Yang Amat Mulia Cuta Si Manja Kini
- Order „Taming Sari” – Darjah Kebesaran Taming Sari Negeri Perak Yang Amat Perkasa
- Order Korony Peraku – Darjah Kebesaran Mahkota Negeri Perak Yang Amat Mulia

- Perlis
- Order Domowy Perlisu – Darjah Kerabat Perlis Yang Amat di-Hormati
- Order Księcia Siyeda – Darjah Baginda Tuanku Syed Putra Jamalullail Yang Amat di-Hormati
- Order Korony Perlisu – Darjah Kebesaran Mahkota Perlis Yang Amat Mulia

- Sarawak
- Order Gwiazdy Sarawaku – Panglima Negara Bintang Sarawak

- Selangor
- Order Domowy Selangoru – Darjah Kerabat Selangor Yang Amat di-Hormati
- Order Korony Selangoru – Darjah Kebesaran Sri Paduka Mahkota Selangor Yang Amat Mulia
- Order Sułtana Salahuddina – Darjah Kebesaran Sultan Alahuddin Abdul Aziz Shah

- Terengganu
- Wysoki Order Domowy – Darjah Utama Kerabat di-Raja Terengganu Yang Amat di-Hormati
- Order Domowy Trengganu – Darjah Kebesaran Kerabat Terengganu Yang Amat Mulia
- Order Sułtana Mahmuda I – Darjah Kebesaran Setia Sultan Mahmud I Terengganu Yang Amat Terpuji
- Order Sułtana Mizala – Darjah Kebesaran Sultan Mizan Zainal Abidin Terengganu
- Order Korony Trengganu – Darjah Kebesaran Mahkota Terengganu Yang Amat Mulia

## Mongolia
- Order Bohatera Mongolskiej Republiki Ludowej
- Order Suche Batora
- Order Zasługi Wojskowej
- Order Wojskowy Czerwonego Sztandaru
- Order Pracy Czerwonego Sztandaru
- Order Gwiazdy Polarnej

## Nepal
- Order Mahendra Mala – Mahendramala Manapadvi
- Order Ojaswi Rajanya
- Order Demokracji „Tribhuva” – Tribhavan Prajatantra Shripad
- Order „Nepal Shripada”
- Order Gwiazdy Nepalu – Nepal Tara
- Order „Om Ram Patta”
- Order „Trishakti Patta”
- Order Prawego Ramienia Gurki – Gorkha Dakshinabahu

## Oman
- Order Saida – Wisam el-Saidi
- Order Omanu – Wisam al-Oman
- Order Odrodzenia Omanu – Wisam al-Nahdat al-Oman
- Order Sułtana Qaboosa – Wisam al-Sultan Qaboos
- Order Nao'man – Wisam al -Nao'man
- Order za Osiągnięcia – Wisam al-Amajat
- Order Uznania – Wisam al-Taqdir
- Order Zasługi – Wisam al-Asthaq
- Order Honoru – Wisam al-Imtiaz

## Pakistan
- Order Haidera – Niszan-i-Haider
- Order Pakistanu – Niszan-i-Pakistan
- Order Dzielności –  Niszan-i-Szujaat
- Order Zasługi – Niszan-i-Imtiaz
- Order Wielkiego Przywódcy – Niszan-i-Quaid-i-Azam
- Medal Zasługi Tamgha-i-Basalat Medal of Good Conduct, od 1957
- Medal Ustanowienia Republiki PakistanuTamgha-e-Jamhuria Republic Commemoration Medal, w 1956 z okazji ustanowienia Republiki Pakistanu

## Sikkim
- Order Klejnotu Sikkimu

## Singapur
- Gwiazda Tamasek – Bintang Tamasek
- Order Tamasek – Darjah Utama Tamasek
- Order Nila Utama – Darjah Utama Nila Utama
- Order za Wybitną Służbę Wojskową – Darjah Utama Bakti Cemerlang
- Medal Honoru – Pingat Kehormatan

## Sri Lanka(Cejlon)
- Order Parama Vera Vibushnaya – „Za odwagę” (dla kombatantów)
- Order Veerodara Vibushnaya – „Za odwagę”  (dla niekombatantów)
- Veera Vickram Vibushnaya – „Za ratowanie życia"

## Syria
- Order Umajjadów
- Order Honoru Wojskowego
- Order Zasługi Wojskowej
- Order Zasługi Cywilnej
- Order Domowy Syryjski
- Order Waleczności
- Order Oddania
- Order Rannych
- Order Unii

## Tajlandia(Syjam)
- Order Rajamitrabhorn
- Order Domowy Chakri
- Order Dziewięciu Kamieni Drogocennych
- Order Chula Chom Klao
- Order Ramy
- Order Słonia Białego
- Order Korony Tajlandii
- Order Direkgunabhorn
- Order Ramakeerati

## Tatarstan
- Medal Tysiąclecia Kazania

## Turcja
Imperium Osmańskie
- Order Półksiężyca – Hilal Nişanı (1799–1831)
- Order Sławy – İftihar Nişanı (1831–1852)

- Order Imtiyaz – İmtiyaz Nişanı
- Order Osmana – Osmaniye Nişanı
- Order Hanedanı Ali Osmana – Hanedan-ı Âli Osman Nişanı
- Order Ertogrulów – Ertuğrul Nişanı
- Order Medżydów – Mecidiye Nişanı
- Order Dobroczynności – Şefkat Nişanı
- Medal Wojenny – Harp Madalyası
- Medal Liakat – Liyakat Madalyası
- Medal Imtiyaz – İmtiyaz Madalyası

Republika Turcji
- Order Zasługi Republiki (Turcja)

## Turkmenistan
- Order Bohatera Turkmenistanu
- Order Gwiazdy Prezydenckiej
- Medal „Ruhnama”

## Wietnam
Cesarstwo Wietnamu
- Order Smoka Annamu

Wietnam Południowy (1955−1976)
- Order Narodowy Wietnamu
- Krzyż Waleczności (Wietnam)
- Medal Republiki Wietnamu za Kampanię

Wietnam Północny / Socjalistyczna Republika Wietnamu (1945−1976 i od 1976)
- Order Złotej Gwiazdy
- Order Hồ Chí Minha
- Order Niepodległości (Wietnam)
- Order Zwycięstwa (Wietnam)
- Order Zasługi Wojskowej (Wietnam)
- Order Pracy (Wietnam)
- Order Przyjaźni (Wietnam)
- Medal Przyjaźni (Wietnam)

## Zjednoczone Emiraty Arabskie
- Order al-Nahayana  – Wisam al-Nahayan
- Order Zjednoczenia
- Order Zayeda II
- Order Niepodległości – Wisam al-Istiqlal
- Order Wojskowy Emiratów